# Nanostictis peltigerae
Nanostictis peltigerae är en lavart som beskrevs av Mogens Skytte Christiansen. Nanostictis peltigerae ingår i släktet Nanostictis, och familjen Stictidaceae. Arten är reproducerande i Sverige.